# Helige kejsar Konstantins och kejsarinna Helenas kyrka, Niš
Helige Konstantins och Helenas kyrka (serbiska: Храм Светог цара Константина и царице Јелене/Hram Svetog cara Konstantina i carice Jelene) är en serbisk-ortodox kyrkobyggnad som invigdes 2003 och är belägen i staden Niš i södra Serbien.
Kyrkan är helgad åt den romerska kejsaren Konstantin den store och hans mor Helena.

## Historia
Kyrkans grund lades den 3 april 1999 av biskopen av Niš, där flera präster, munkar och andra troende deltog. Själva byggnaden började byggas den 3 juni 2001.
Kyrkan invigdes den 24 december 2003 och kyrkans kors den 12 september 2002.
Kyrkans klockor ringde för första gången 2005.
Fyra år efter invigningen öppnades det en utställning med konstverk i kyrkans krypta med bland annat skulpturer med bysantinska motiv.

## Kyrkan
Kyrkan ritades av arkitektparet Jovan och Jelena Mandić och är 550 kvadratmeter stor.
Nere i kryptan finns bland annat ett kök, dopkapell, bibliotek och ett kontor.

## Bilder

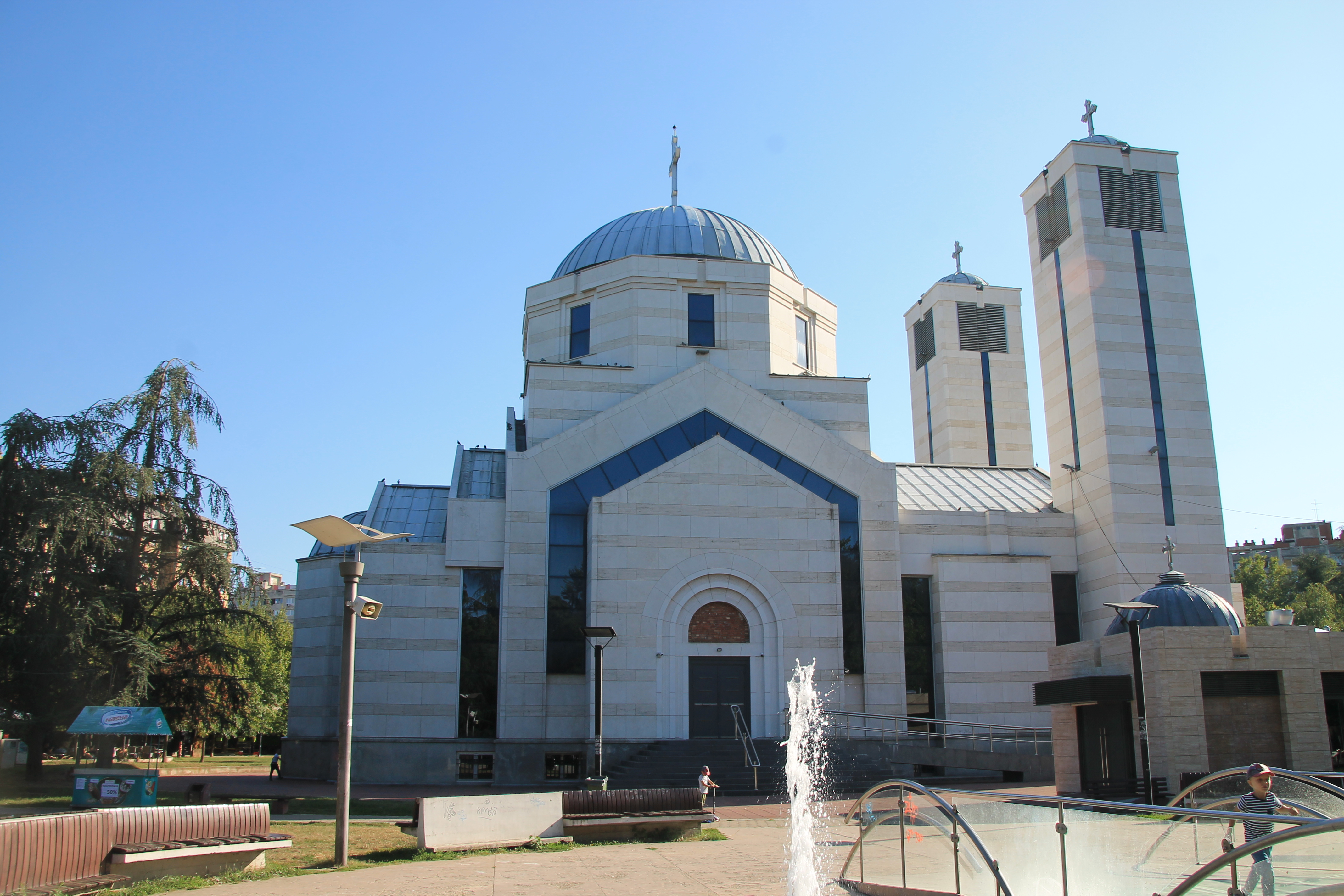
Kyrkan från sidan.
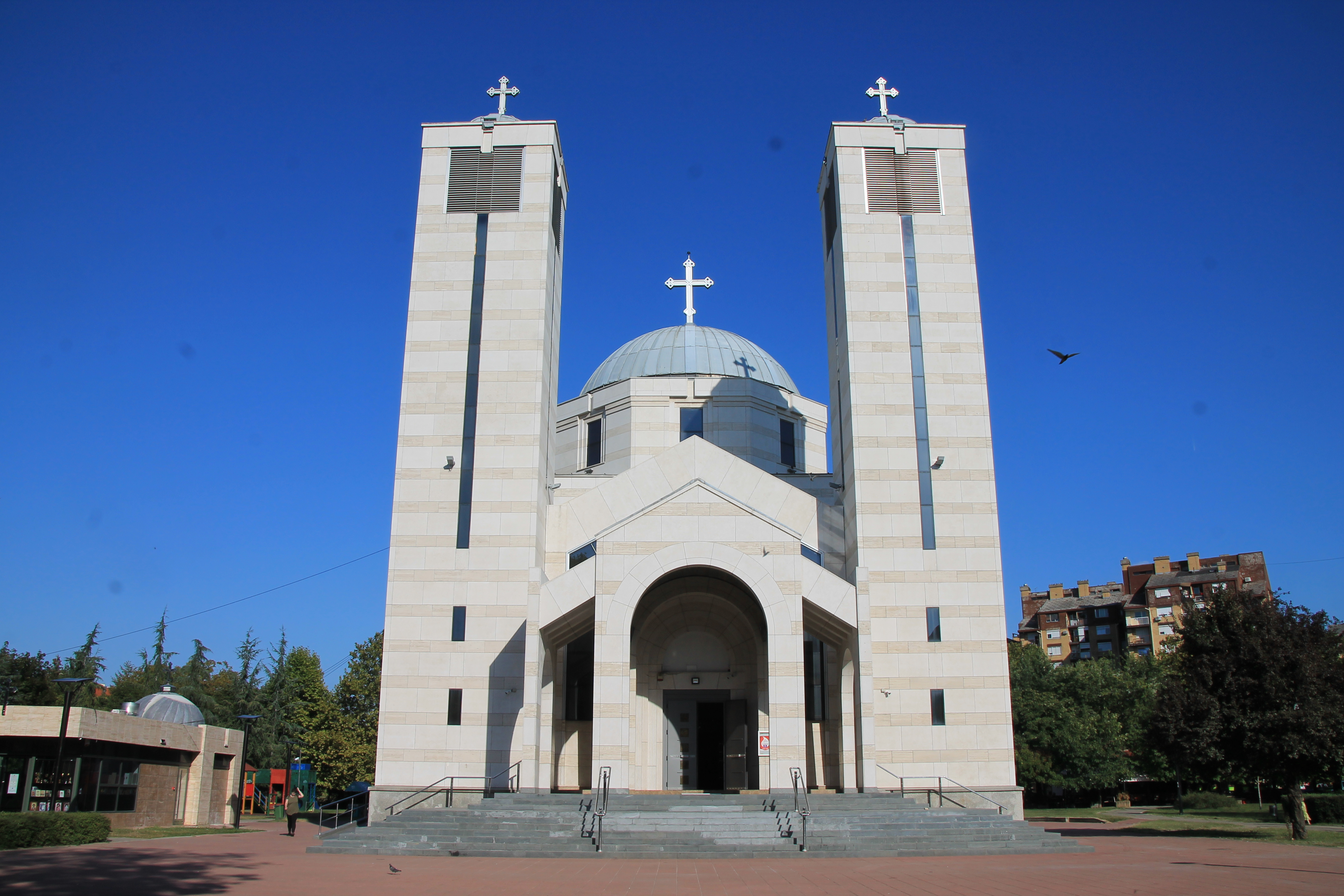
Framsidan.
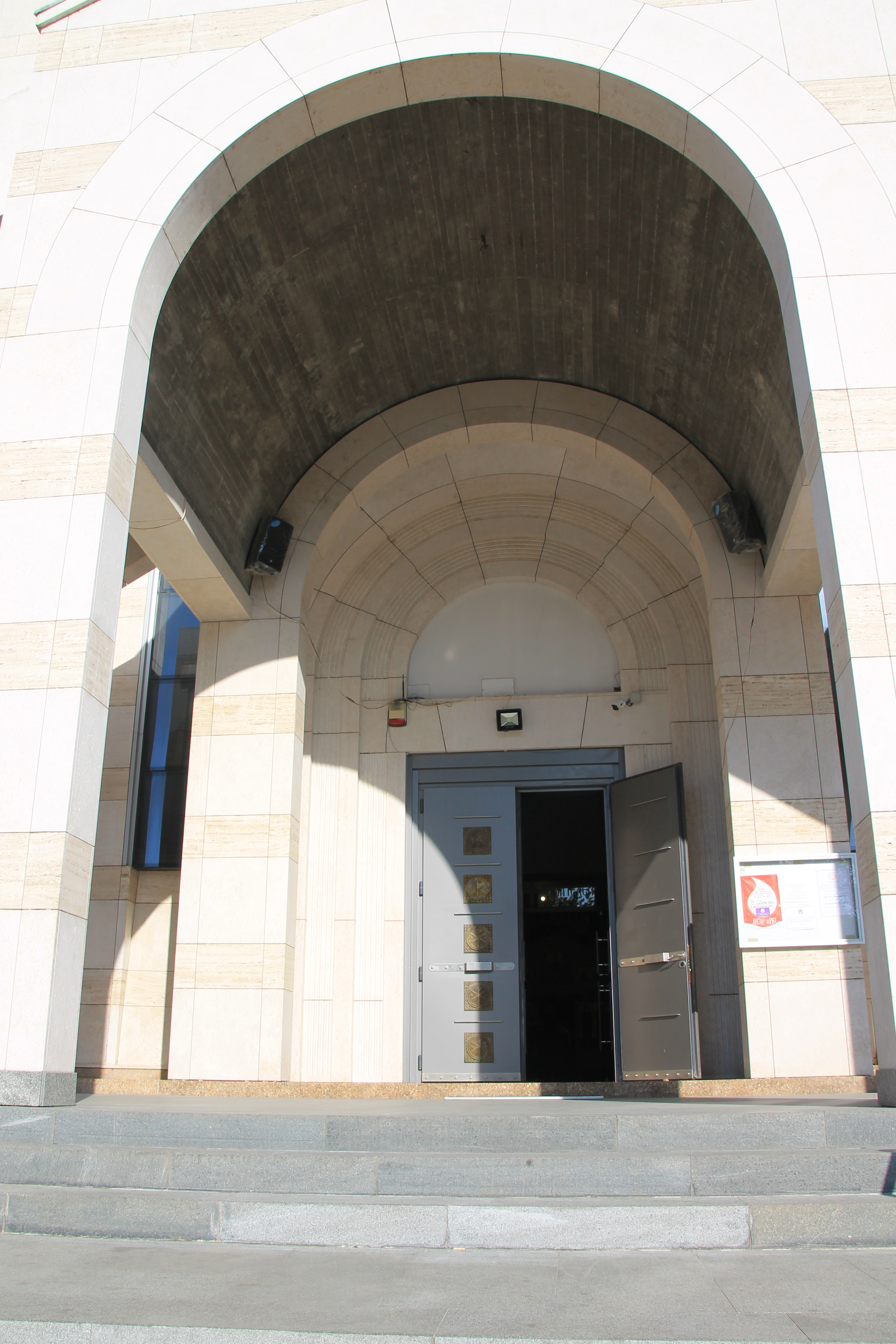
Ingången.
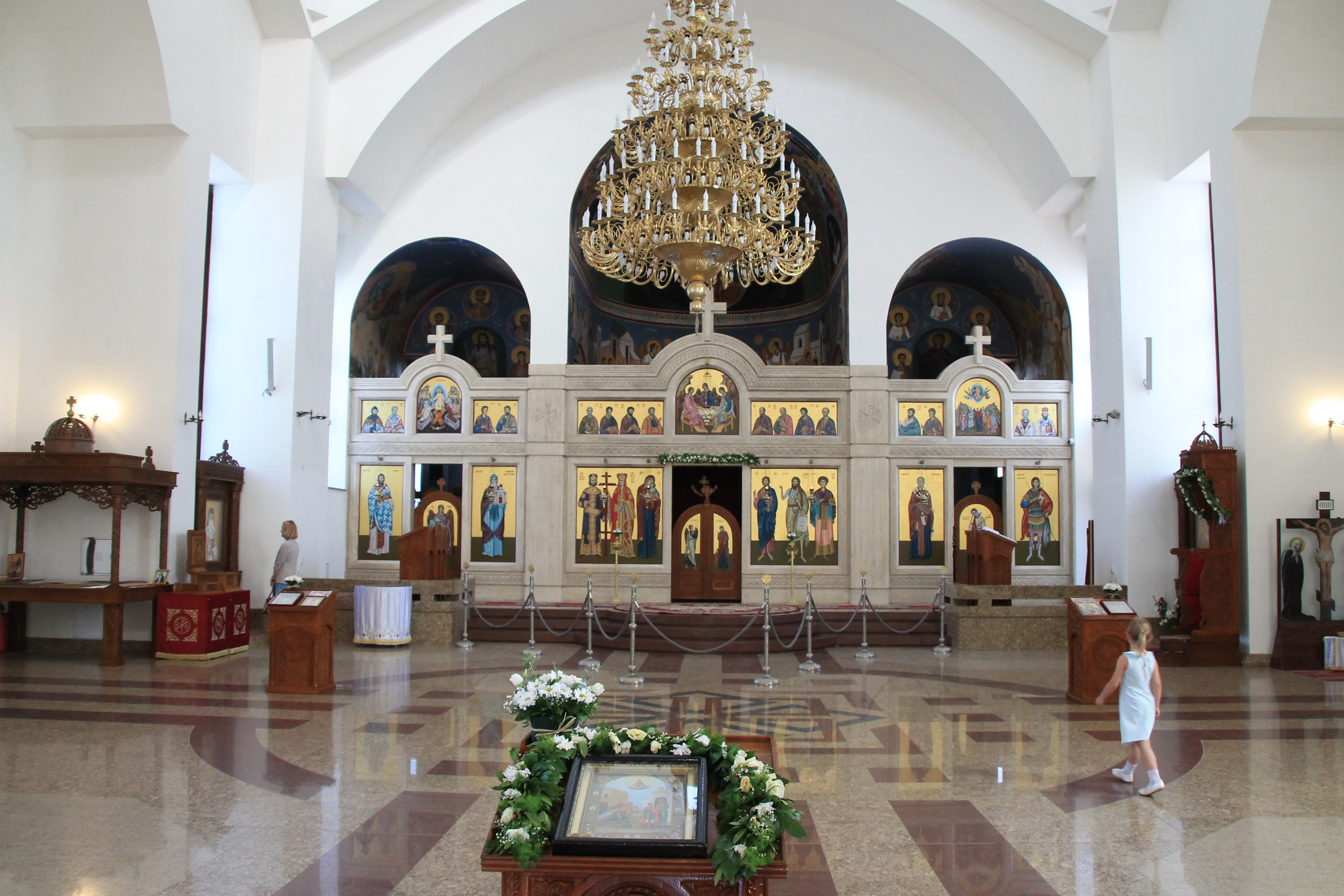
Kyrkans interiör mot ikonostasen.
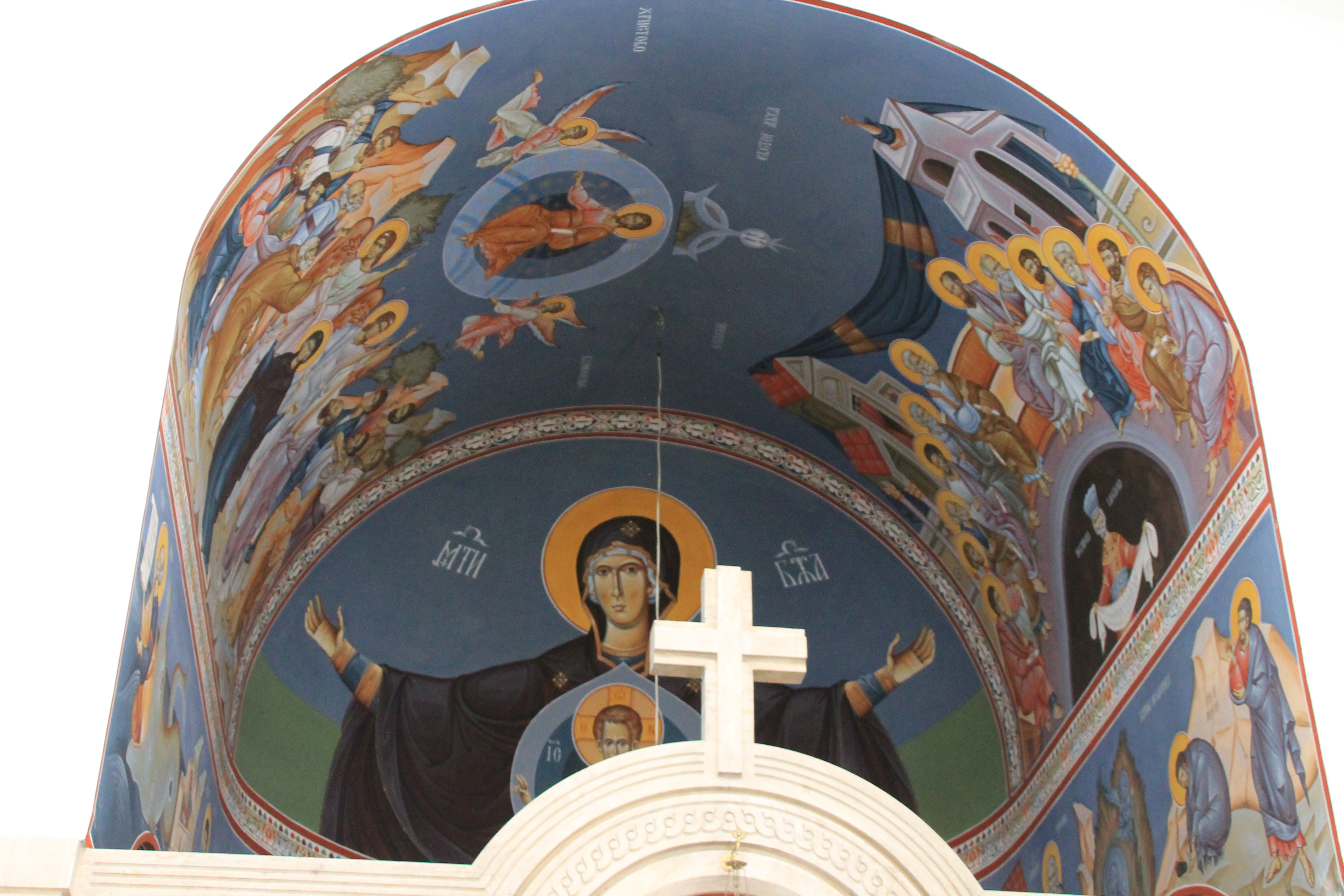
Takmålningar.
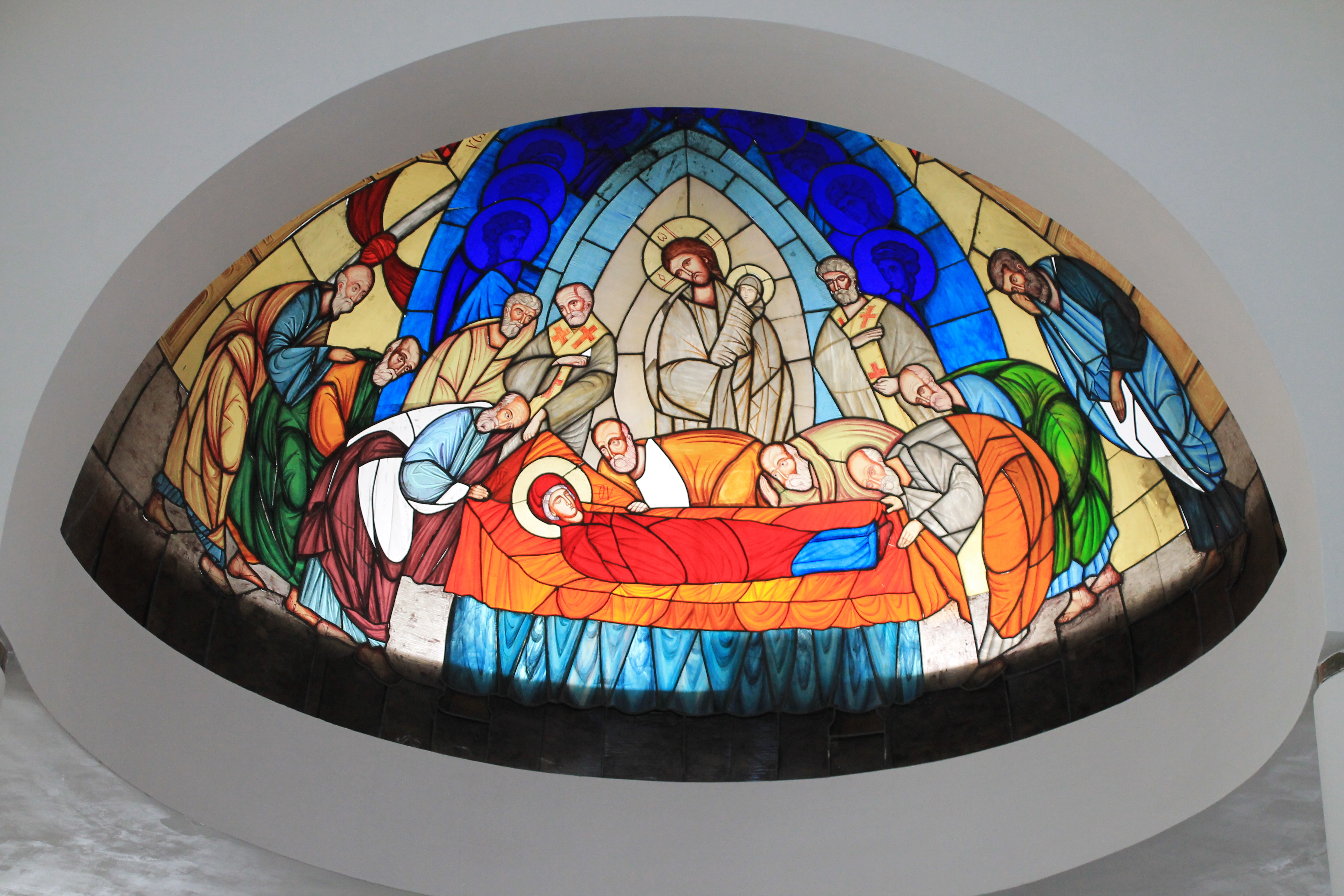
Mosaik föreställande Guds moders avsomnande.

### Allmänna källor
- Храм Светог цара Константина и царице Јелене у Нишу (eparhijaniska.rs)
- Pod nebom Medijane: Crkva Sveti car Konstantin i carica Jelena (archive.org)